# ペスチウイルス属
ペスチウイルス属（ペスチウイルスぞく、Genus Pestivirus）はエンベロープを持つ、約12.3kbの一本鎖（+）RNAウイルスの総称。フラビウイルス科（Flaviviridae）に分類される。ゲノムには約4,000のアミノ酸からなるポリプロテインをコードする1つのオープンリーディングフレーム（ORF）が含まれる。このポリプロテインは翻訳後に、ウイルスあるいは細胞由来のプロテアーゼによって11〜12の成熟タンパク質に開裂する。ORFに存在するタンパク質の順番はNpro-C-Erns-E1-E2-p7-NS2/3-NS4A-NS4B-NS5A-NS5Bである。Nproはペスチウイルス属に特有の非構造タンパク質であり、他のフラビウイルス科のウイルスからは発見されていない。フラビウイルス科にはペスチウイルス属の他にフラビウイルス属、ヘパシウイルス属が存在する。
ペスチウイルス属では牛ウイルス性下痢ウイルス（bovine viral diarrhea virus）1および2、ボーダー病ウイルス（border disease virus）、豚熱ウイルス（classical swine fever virus）の4種が認められている。この4種間のORFにおけるアミノ酸の相同性は約71〜78%である。また、キリンから分離されたペスチウイルスが暫定的な種とされることもある。ペスチウイルス属の種はかつては感染宿主を基にして分類されていたが、種を超えて感染することから現在ではゲノムの塩基配列を基にして分類されている。ペスチウイルス属の遺伝型分類においては5'-UTR、Npro、E2領域などが用いられる。
ペスチウイルス属のウイルスは偶蹄類の間で動物種の壁を越えて伝播する。また、大部分のフラビウイルス属のウイルスが節足動物細胞で増殖可能であるのに対して、ペスチウイルス属のウイルスでは増殖は起こらない。